# Lazar Carević
Lazar Carević (cirílico: Лазар Царевић; Cetiña, Montenegro, 16 de marzo de 1999) es un futbolista montenegrino que juega como portero en el F. C. Famalicão y en la selección de Montenegro.

## Trayectoria
Comenzó su carrera en la categoría absoluta en el OFK Grbalj de la Primera División de Montenegro en 2015. Fue transferido al F. C. Barcelona el 29 de mayo de 2017. Ganó la Liga Juvenil de la UEFA 2017-18 en su primera temporada con la cantera del F. C. Barcelona. La campaña siguiente ascendió al filial, y el 7 de julio de 2020 amplió su contrato, manteniéndolo en el equipo hasta 2023. El 6 de noviembre de 2021 fue convocado por primera vez con el F. C. Barcelona para un partido de Primera División contra el R. C. Celta de Vigo.
En junio de 2022 abandonó la entidad azulgrana tras ser traspasado al F. K. Vojvodina. En dos años jugó más de setenta partidos en la Superliga de Serbia y en agosto de 2024 fichó por el F. C. Famalicão.

## Selección nacional
Es internacional juvenil por Montenegro, habiendo jugado con la Montenegro sub-17, sub-19 y sub-21. Debutó con la selección absoluta de Montenegro en un amistoso que perdió por 1-0 ante Armenia el 24 de marzo de 2022, entrando como suplente en el descanso.

## Vida personal
Su padre, Marko Carević, es un político, empresario y directivo de fútbol montenegrino.

## Estadísticas

### Clubes
Actualizado al último partido disputado el 20 de octubre de 2024.
| OFK Grbalj · Montenegro               | 1.ª           | 2014-15       | 6   | 7   | 0  | 0  | — | —  | 6   | 7   |
| OFK Grbalj · Montenegro               | 1.ª           | 2015-16       | 27  | 32  | 3  | 7  | — | —  | 30  | 39  |
| OFK Grbalj · Montenegro               | 1.ª           | 2016-17       | 31  | 23  | 7  | 7  | — | —  | 38  | 30  |
| OFK Grbalj · Montenegro               | Total club    | Total club    | 64  | 62  | 10 | 14 | 0 | 0  | 74  | 76  |
| F. C. Barcelona "B" · España          | 2.ª B         | 2018-19       | 7   | 6   | —  | —  | — | —  | 7   | 6   |
| F. C. Barcelona "B" · España          | 2.ª B         | 2019-20       | 4   | 5   | —  | —  | — | —  | 4   | 5   |
| F. C. Barcelona "B" · España          | 2.ª B         | 2020-21       | 5   | 7   | —  | —  | — | —  | 5   | 7   |
| F. C. Barcelona "B" · España          | 1.ª RFEF      | 2021-22       | 9   | 20  | —  | —  | — | —  | 9   | 20  |
| F. C. Barcelona "B" · España          | Total club    | Total club    | 25  | 38  | 0  | 0  | 0 | 0  | 25  | 38  |
| F. K. Vojvodina Serbia                | 1.ª           | 2022-23       | 35  | 32  | 1  | 1  | — | —  | 36  | 33  |
| F. K. Vojvodina Serbia                | 1.ª           | 2023-24       | 33  | 45  | 3  | 3  | 2 | 4  | 38  | 52  |
| F. K. Vojvodina Serbia                | 1.ª           | 2024-25       | 3   | 7   | —  | —  | 4 | 6  | 7   | 13  |
| F. K. Vojvodina Serbia                | Total club    | Total club    | 71  | 84  | 4  | 4  | 6 | 10 | 81  | 98  |
| F. C. Famalicão Portugal              | 1.ª           | 2024-25       | 0   | 0   | 1  | 0  | — | —  | 1   | 0   |
| F. C. Famalicão Portugal              | Total club    | Total club    | 0   | 0   | 1  | 0  | 0 | 0  | 1   | 0   |
| Total carrera                         | Total carrera | Total carrera | 160 | 184 | 15 | 18 | 6 | 10 | 181 | 212 |
| (1) Hace referencia a goles encajados |               |               |     |     |    |    |   |    |     |     |